# Landgoed Geijsteren
Landgoed Geijsteren (ook: Geysteren) is een landgoed en natuurgebied van ongeveer 700 ha dat zich bevindt ten westen van het dorp Geijsteren in de Nederlandse provincie Limburg.
Het landgoed is in particulier bezit en is sinds 1806 in handen van de familie De Weichs de Wenne. De woningen op het landgoed zijn te kennen aan hun zwart-witte luiken.
Het gebied bestaat vooral uit naaldbossen. Bijzonder fraai is de bedding van de Oostrumse Beek. Dit beekje heeft nog een meanderende loop.
Ook liggen in het gebied enkele cultuurhistorische monumenten:
- De Sint-Willibrorduskapel uit omstreeks 1500 ligt midden in het landgoed op de grens van de provincies Noord-Brabant en Limburg. Bij de kapel bevindt zich een grenspaal en een eeuwenoude waterput. De grenspaal is in 1551 geplaatst om de grens tussen het Land van Cuijk en het Land van Kessel aan te geven.
- De Rosmolen is een watermolen op de Oostrumse Beek die zijn naam aan een nabijgelegen voormalige rosmolen te danken heeft.

Het landgoed bevindt zich ten oosten van het natuurgebied Boshuizerbergen en ten westen van de kom van Geijsteren. In het noorden vindt men de plaats Smakt, terwijl zich in het zuiden de plaats Oostrum bevindt.
Het gebied is vrij toegankelijk en er lopen diverse wandelroutes, waaronder het Pieterpad, door het gebied.

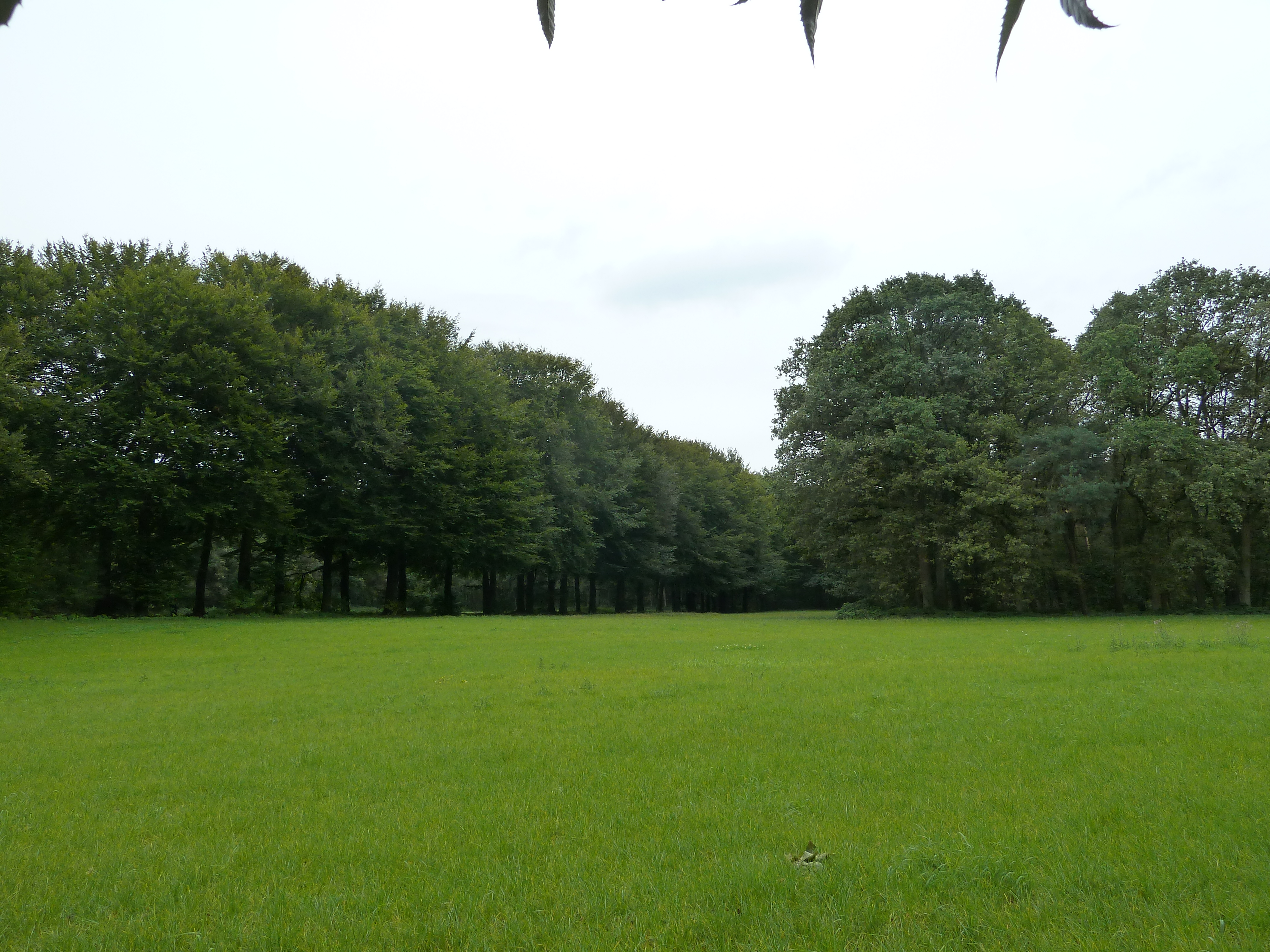
Landgoed Geijsteren in de buurt van de Oostrumse Beek
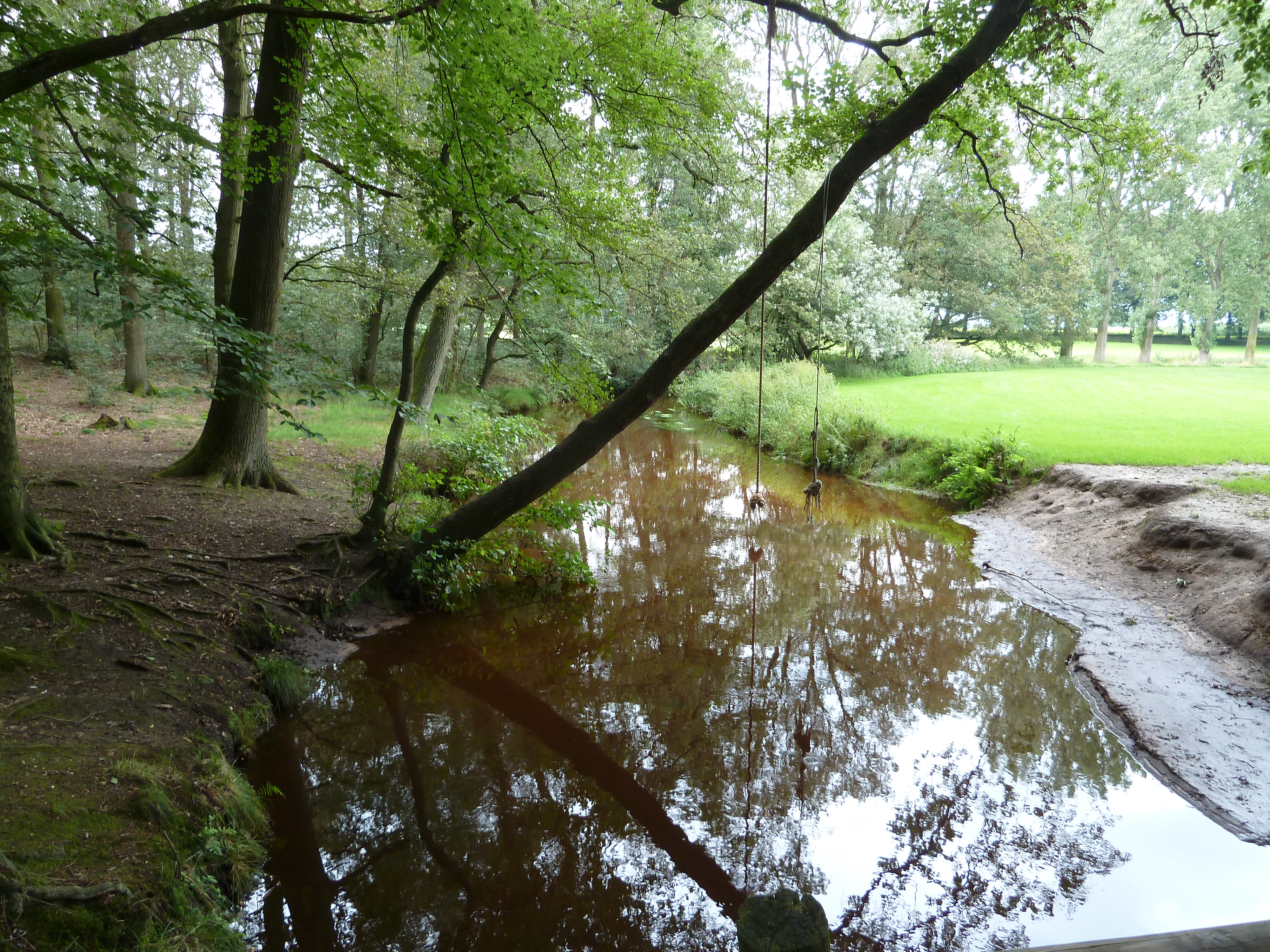
De Oostrumse Beek op het Landgoed Geijsteren, in stroomafwaartse richting gekeken
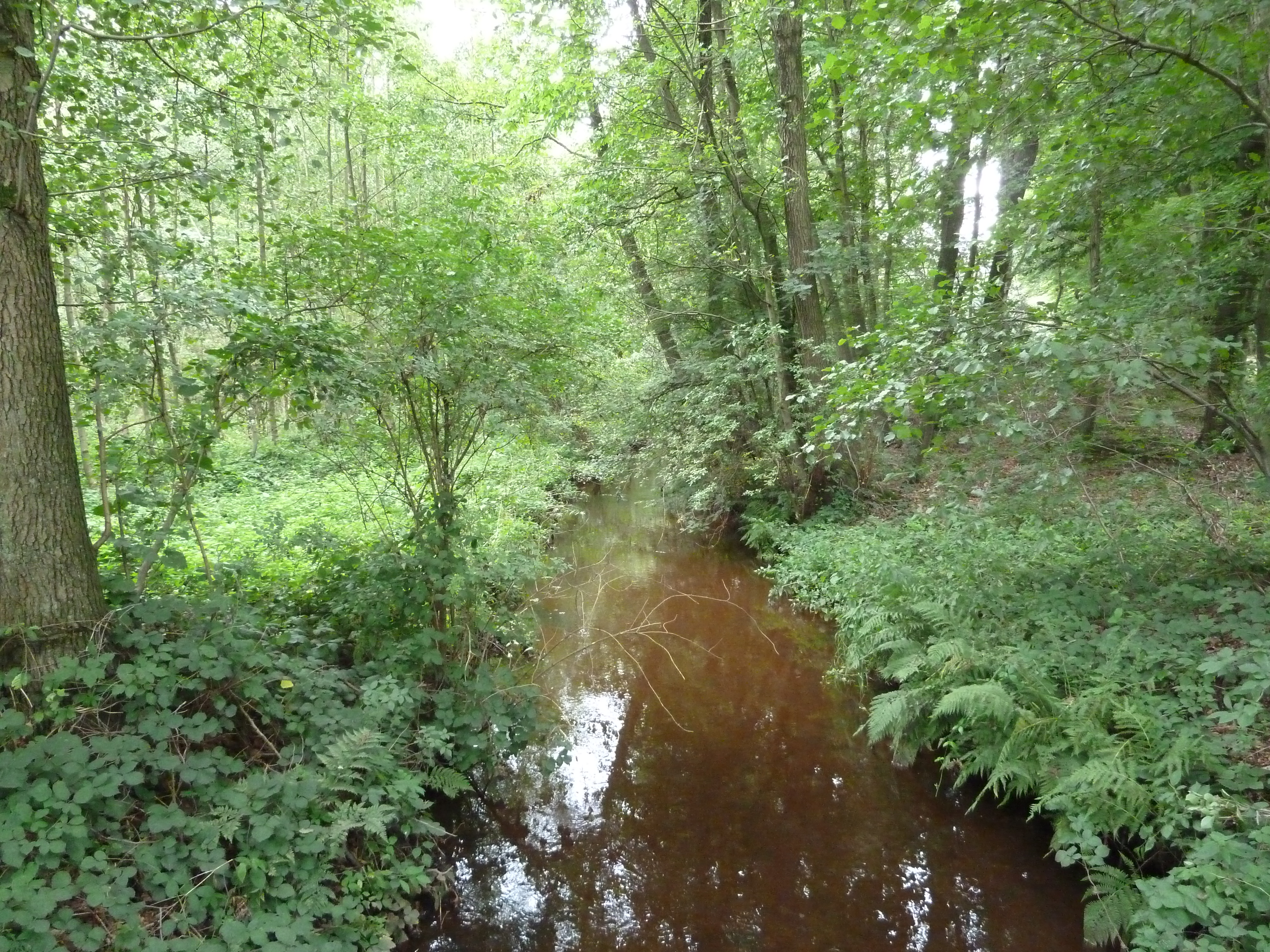
De Oostrumse Beek op het Landgoed Geijsteren, in stroomopwaartse richting gekeken
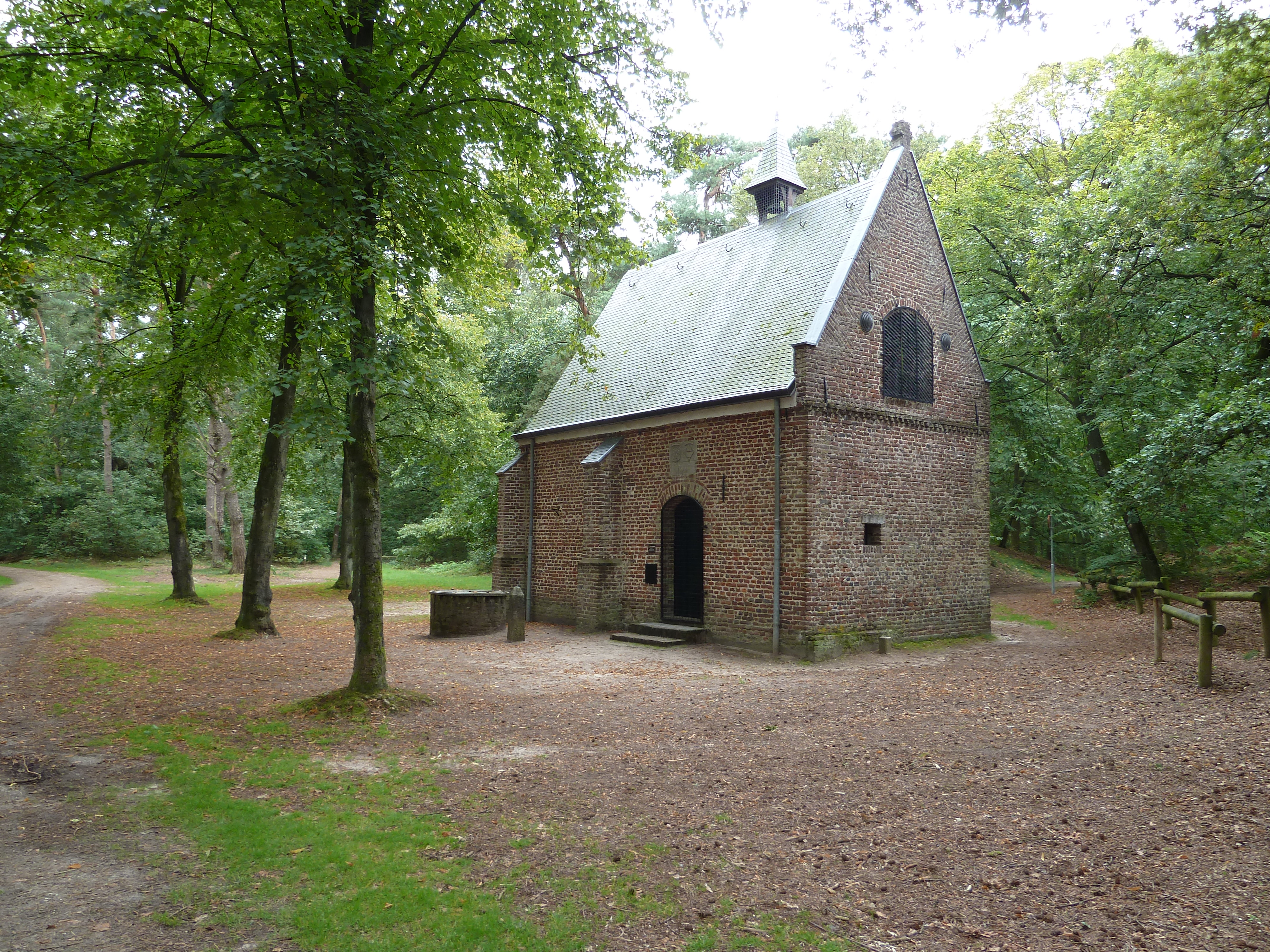
De Sint-Willibrorduskapel